# Rajsamand (distrikt)
Rajsamand är ett distrikt i den indiska delstaten Rajasthan. Den administrativa huvudorten är staden Rajsamand. Distriktets befolkningen uppgick till 987 024 invånare vid folkräkningen 2001, på en yta av 3 860 km².

## Administrativ indelning
Distriktet är indelat i sju tehsil, en kommunliknande administrativ enhet:
- Amet
- Bhim
- Deogarh
- Kumbhalgarh
- Nathdwara
- Railmagra
- Rajsamand

## Urbanisering
Distriktets urbaniseringsgrad uppgick till 13,04 % vid folkräkningen 2001. Den största staden är huvudorten Rajsamand. Ytterligare fyra samhällen har urban status:
- Amet, Dariba, Deogarh, Nathdwara